# Atsuta (Nagoja)
Atsuta (jap. 瑞穂区 Atsuta-ku) – jedna z 16 dzielnic Nagoi, stolicy prefektury Aichi. Dzielnica została założona 1 października 1937 roku. Położona w środkowej części miasta. Graniczy z dzielnicami: Shōwa, Naka, Nakagawa, Mizuho, Minato i Minami.
Na terenie dzielnicy znajdują się uczelnia Nagoya Gakuin University.

## Miejskie atrakcje
- Atsuta Jingū